# Friederikenschlösschen (Bad Langensalza)

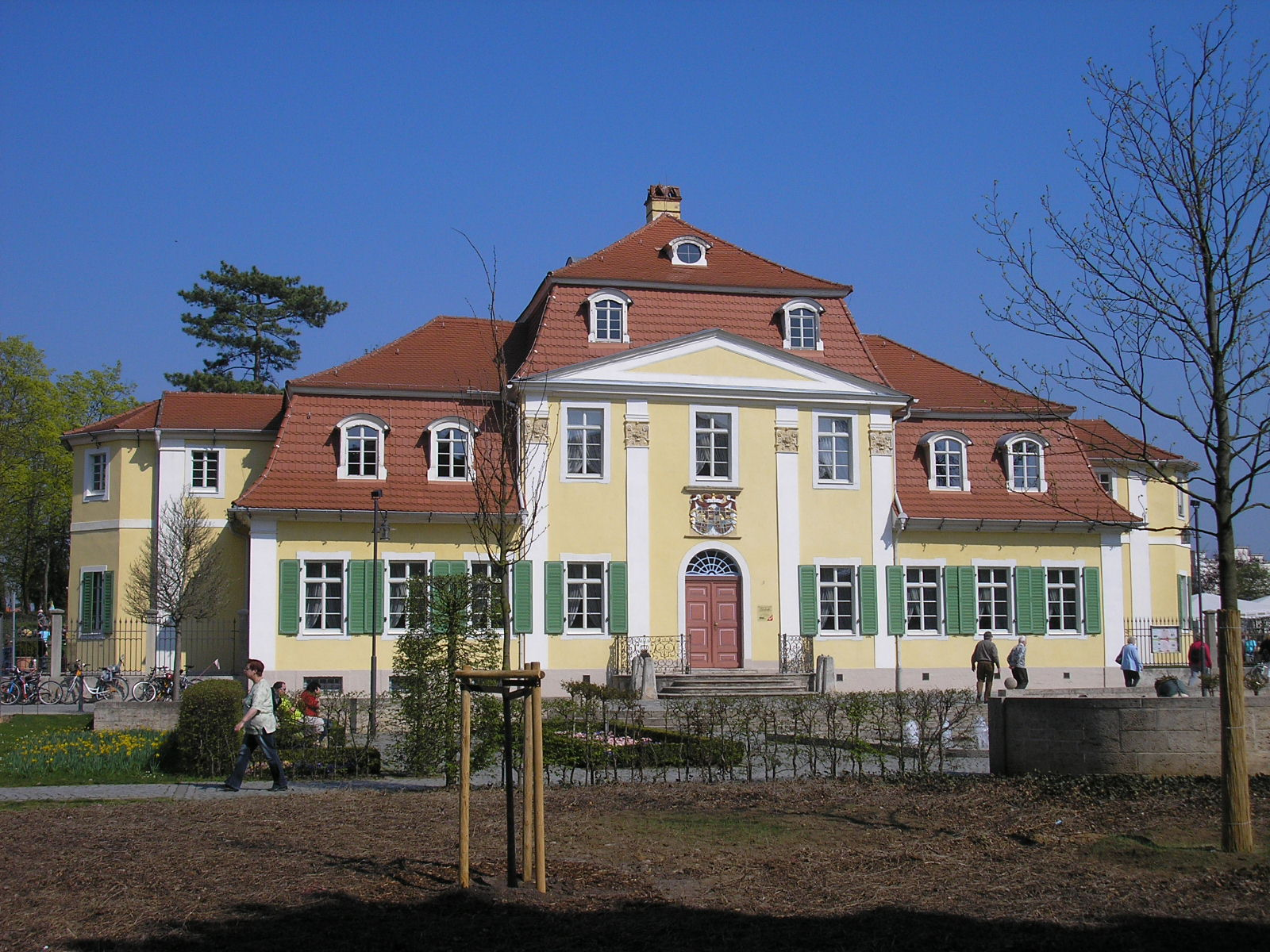
Das Schlösschen

Das Friederikenschlösschen  befindet sich in der Stadt Bad Langensalza im Unstrut-Hainich-Kreis in Thüringen.

## Geschichte
Die Gartenvilla verdankt ihren Namen der Herzogwitwe Friederike von Sachsen-Weißenfels (1715–1775). Nach dem Ableben ihres Mannes Johann Adolph II. bezog Friederike am 24. November 1746 das Schloss Dryburg. Im Jahr 1749 erwarb sie vor der Stadtmauer ein bürgerliches Grundstück. Dieses bebaute sie von 1749 bis 1751 als eine Sommerresidenz mit zwei Kavaliershäuschen.
Sie vergrößerte das Gartengrundstück und gestaltete es als barocke Gartenanlage mit Wagen- und Stallhaus aus.
An der Südseite kam im 19. Jahrhundert ein Gewächshaus im Tudorstil hinzu. Im hinteren Teil des Gartens steht der historische Gartenpavillon aus dem Jahr 1878. Dort sprudelt aus einem Bronzebecken Schwefelwasser, das seit 1812 in der Kurstadt Bad Langensalza als Heilwasser dient.
Heute gehört der Schlosspark zu einem der zehn beliebtesten Gärten in der Kurstadt.